# Civilization (videójáték)
A Sid Meier's Civilization (röviden: Civilization) egy 1991-ben megjelent, körökre osztott 4X stratégia, amelyet a MicroProse fejlesztett és adott ki. Eredetileg PC-re fejlesztették, MS-DOS alá, később portolták át számos másik platformra. A játékos feladata az emberi civilizáció menedzselése az évezredek alatt, miközben fejlesztheti választott népe technológiáját, felfedezhet, új kormányzati formákat vezethet be, kereskedhet, kutathat és háborúzhat is. A térképen található egységekkel lépve valósíthatja meg a felfedezést, új települések létrehozását vagy a hódítást. Fontos döntéseket hozhat a kormányzattal, az adózással és a kutatások prioritásával kapcsolatosan. A játék egyjátékos, más, a számítógép által irányított civilizációk részvétele mellett, akikkel fel lehet venni a diplomáciai kapcsolatot, és akár szövetségre is lehet velük lépni.
A játék két fő fejlesztője Sid Meier és Bruce Shelley voltak, akik korábbi játékaik, a Sid Meier's Pirates! és a Railroad Tycoon sikerén felbuzdulva vágtak bele a fejlesztésbe. A Civilization a megjelenése óta több mint másfélmillió példányban fogyott és egyike lett minden idők legbefolyásosabb játékainak, mint a 4X stratégia megteremtője. Kritikai és piaci sikerei mellett pedagógiai célokra is előszeretettel használták. 1995-ben Sid Meier's CivNet címmel megjelent többjátékos módja is Windowsra, később pedig számtalan folytatást és spin-offot is megélt.

## Játékmenet
A Civilization egy körökre osztott egyjátékos stratégiai játék. A játékos egy választott civilizáció vezetőjének szerepébe kerül, és kezdetben kap egy (bizonyos esetekben kettő) telepes egységet, akiknek a segítségével neki kell látnia egy birodalom felépítésének 2-7 rivális civilizáció ellenében. A játékon belül nagy hangsúlyt kap a mikromenedzsment, de nem akkorát, mint más, kortárs stratégiai játékokban. Az olyan nagyobb fajsúlyú döntések mellett, mint a diplomácia, a felfedezések vagy a hadviselés, a játékosnak kell meghatároznia, hol épüljenek új városok, milyen fejlesztések valósuljanak meg az adott városban, és hogy milyen kutatások valósuljanak meg. Emellett lehetségessé válik a városok környezetében a táj átalakítása különféle célokra. A városokat időről időre barbár hordák próbálják lerohanni – ezek olyan egységek, amelyeknek nincs vezetője és nem tartoznak egyik civilizációhoz sem. Ahogy halad a játékos előre az időben és egyre több területet fedez fel, úgy lesznek ezek a támadások egyre ritkábbak.
A játék kezdetekor a játékosnak ki kell választania, hogy melyik néppel szeretne játszani. Ebben az epizódban ennek csak kozmetikai szempontból van jelentősége, ugyanis mindössze a rangnevekre, a városnevekre, a zenére és a színekre van kihatással. A játék kezdési helye véletlenszerű, kivéve a Földet imitáló térképen, ahol minden nemzet a saját valós helyén kezd. Ugyanazt a civilizációt nem választhatja már a számítógép, mint amit a játékos is választott. A számítógép választásainak azonban van jelentősége, ugyanis az egyes civilizációk eltérő tulajdonságokkal bírnak. Például az aztékok rendkívüli módon terjeszkednek és gazdagok is, de vannak köztük békésebbek is. A választható népek közt vannak többek között az amerikaiak, a mongolok és a rómaiak. Minden nemzetet egy olyan személy vezeti, aki történelmileg hozzájuk köthető.
A játék Kr. e. 4000-ben kezdődik, azaz még a bronzkor előtt, és akár 2100-ig tarthat, jövőbeli technológiák eléréséig. A játék kezdetén még nem léteznek települések, azokat a játékosok hozhatják létre a telepes egységek térképen való elhelyezésével. A létrehozott városok újabb telepes egységeket gyárthatnak, így válik lehetségessé az expanzió. A telepesek megváltoztathatják a környező tájat is, építhetnek rajta például bányát vagy ültetvényeket, később utakat majd vasutat is.
Az idő előrehaladtával új technológiák válnak elérhetővé, ezek segítségével halad előre a játék. A kezdetekkor olyan alapvető dolgokat fejleszthetnek ki, mint a fazekasság, a kerék, vagy az ábécé, a játék végén pedig olyanokat, mint a maghasadás, vagy az űrrepülés. Az a civilizáció, amely elsőnek fejleszt ki egy új technológiát, előnybe kerülhet a többiekkel szemben. Ezek a legtöbbször új egységeket tesznek elérhetővé illetve új épületeket lehet felhúzni a városokban. Egyes technológiák összefüggenek: harci szekeret csak a kerék feltalálása után lehet építeni, magtárat pedig csak a fazekasság kifejlesztése után. Az eligazodásban egy technológiai fa segít. Mivel egyszerre csak egy technológia fejleszthető, a játékosnak végig kell gondolnia az elérendő célt, ezért minden egyes végigjátszás újszerű játékélményt okozhat.
Bizonyos korokban elérhetővé válnak a csodák, melyeket fel lehet építeni, ha a megfelelő tudás már rendelkezésre áll. Ezek alapvetően mérföldkőnek számító dolgok, mint például a piramisok, a Nagy Fal, Kopernikusz obszervatóriuma, vagy Magellán expedíciója; később az Apollo-program, az ENSZ, és a Manhattan-terv. Egy csodát csak egyszer lehet felépíteni az egész játékban, és rengeteg nyersanyagra van szükség hozzá, cserébe mindegyikük ad valamilyen bónuszt. Bizonyos csodákat csak vízparti városokban lehet építeni, másokhoz kimondottan szárazföld kell, ismét másokat pedig csak bizonyos népek építhetnek. Egyes csodák technológiailag meghaladottá válhatnak az idő múlásával, és ekkor már nem jelentenek előnyt.
A játék kétféleképpen nyerhető meg: ha legyőzzük az összes többi civilizációt, vagy megnyerjük az űrversenyt és elindulunk az Alfa Centauri csillagrendszerbe.

## Fejlesztés
Már korábban is létezett egy Civilization nevű társasjáték, amelyet Francis Tresham fejlesztett ki az 1980-as években. Az Avalon Hill társasjátékkiadó cég gondozásában jelent meg 1981-ben. Legalább két próbálkozás volt a nyolcvanas években, amikor megpróbáltak számítógépes játékot készíteni belőle. Dan Bunten tervezte először a M.U.L.E. 1983-as kiadása után, hogy nekilát a fejlesztésnek, majd 1985-ben újra, a Seven Cities of Gold után. Miután azonban a két játék nagy siker lett, és utóbbinak ráadásul Heart of Africa címmel még a kiegészítőjét is el kellett készítenie, Bunten már nem foglalkozott a témával többet. 1987-ben Don Daglow látott volna neki, de ekkor állást ajánlott neki a Broderbound, ezért ő is félbehagyta a projektet.
Sid Meier és Bill Stealey 1982-ben megalapították a MicroProse nevű céget, hogy repülőgép-szimulátorokat és katonai stratégiai játékokat készítsenek. 1989 körül Meier szerette volna a repertoárt tovább bővíteni, ugyanis nemrég fejezte be az F-19 Stealth Fighter című játékot, és szerinte mindent beletett, ami szerinte jó lehet egy repülős játékban. Megtetszett neki az akkoriban felfutóban lévő "istenszimulátor" műfaj, jelesül a Populous és a SimCity. Utóbbi esetében jött rá arra, hogy egy játék akkor is lehet érdekes és izgalmas, ha valamit fel kell benne építeni. Addigra Meier már nem volt a MicroProse alkalmazottja, hanem megbízásos jogviszonyban álltak egymással: a cég rendszeresen állta a játékfejlesztéssel járó költségeket, ha elkészült a játék, egy nagyobb összeget kifizetett, amellett fizetett az eladott példányok után is.
A MicroProse leszerződtette az Avalon Hill dolgozóinak egy részét, köztük Bruce Shelley-t. Shelley már rendelkezett tapasztalattal az adaptációk terén, ugyanis a népszerű 1829 nevű társasjátékból készített 1830: Railroads & Robber Barons című játékon is dolgozott. Shelley úgy találta, hogy a társasjátékok piaca visszaszorulóban van a videójátékokéhoz képest. Miután ő is dolgozott az F-19 Stealth Fighteren, Meier felfedezte Shelley képességeit és kreativitását, ezért felkérte, hogy legyen az asszisztense és segítsen neki új játékötleteket kitalálni. Először a Covert Action nevű programon kezdtek el dolgozni, de ezt hamar félretették, amikor a szintén az 1829 nevű társasjáték alapjain nyugvó Railroad Tycoon fejlesztésébe kezdtek. A Railroad Tycoon 1990-ben jelent meg és hamar közönségsiker lett, viszont nem illett bele a MicroProse profiljába, ezért a tervezett folytatást le kellett állítaniuk.
Mindazonáltal a játék fejlesztése közben jöttek rá, milyen érdekes ötlet több kisebb, együtt működő rendszert egyszerre menedzselnie a játékosnak. Meier és Shelley is rájöttek, hogy a rendszerek közötti összetett interakciók hatására a játékosok érdekes döntéseket hozhatnak; és hogy ebbe a rendszerbe egy egész civilizáció menedzselése tökéletesen beleillik. Mindketten nagy kedvelői voltak az 1970-es években futott Empire játéknak, Meier pedig megkérdezte Shelley-t, hogy mi az a tíz dolog, amit megváltoztatna a játékban. Shelley tizenkét ötlettel állt elő. 1990 májusában ezen ötletek alapján elkészült a Civilization prototípusa.
A játék átvett elemeket az Empire-ből, a Railroad Tycoon-ból, a SimCity-ből és a Civilization társasjátékból. Ez a változat még valós idejű volt, és hasonlóan kiosztott zónák mentén működött, mint a SimCity. A fejlesztés során Shelley volt a producer és állt elő újabb ötletekkel, Meier pedig leprogramozta azt, a MicroProse részéről pedig senki nem szólt bele a dolgokba. Ugyanakkor aggódtak is, mert ilyen stílusú játékot még végképp nem adtak ki, ráadásul a stratégiai játékok úgy általában kevéssé voltak sikeresek. Néhány hónap fejlesztés után Bill Stealey megkérte őket, hogy függesszék fel a fejlesztést, és helyette dolgozzanak újra a Covert Action-ön.
Miután a Covert Action megjelent, újra nekiláttak a Civilization fejlesztésének. Ekkorra felismerték, hogy a valós idejű játékmenet egyáltalán nem ideális, ezért körökre osztottra programozták át, és a zónák ötletét is teljesen elvetették. A városmenedzsmentet és a katonai aspektust az Empire-ből vették át, többek között azt, hogy egy egység egy katonát jelent, és hogy a telepesek váltják fel a zónarendszert. Meier szükségesnek látta a harcászat bevételét a játékba, valamint azt, hogy a technológiai rendszer faszerűen bomoljon ki, nemlineáris játékmenetet garantálva ezzel. Bár a játék korokon keresztül ível át, a történelmi hátteret nem igazán tekintették át, csak az időrendi sorrendet és a kifejezések helyes írásmódját. Ennek az volt az oka, hogy nem valósághűségre akartak törekedni, hanem hogy szórakoztató legyen a program. Néhány elem kikerült: ilyen volt az összeomló civilizációk lehetősége, mert Meier szerint ezzel a játékost büntetnék. Kimaradtak még történelmileg pontos dolgok, mint vulkánkitörések és járványok. Kimaradtak a többjátékos szövetségek, mert a számítógép túl hatékonyan használta őket, és Meier szerint a játékos könnyen hihette volna azt, hogy csal a gép. Kimaradtak bizonyos modern technikák is, mint a sugárhajtású repülők és a helikopterek, mert a játékosok nem találhatták volna elég hasznosnak őket a játék végén. Kimaradt a többjátékos mód is, részben azért, mert nem hitték, hogy túl sokan játszanának vele, másrészt macerás lett volna a körökre osztott játékmódot átültetni erre. A játék az IBM PC-kre készült, ennek megfelelően mind a 16, mind a 256 színű megjelenítést támogatta.
Még a megjelenés előtt is eszközöltek változtatásokat. Meier megfelezte a játéktérkép méretét, ugyanis az túl nagy, ebből kifolyólag unalmas és repetitív lett. A városmenedzsmentet is úgy alakították át, hogy a játékosnak kevesebb automatizmusra legyen lehetősége. Kidobták a másodlagos tech-fát, amelyen kisebb, kevésbé jelentőségteljes fejlesztések voltak, mint például a sörfőzés, helyette inkább a meglévő rendszereket finomhangolták. Shelley írta meg a játék kézikönyvét és a mindenre kiterjedő Civilopédiát.
Az, hogy a program végleges neve Civilization legyen, csak viszonylag későn merült fel. A MicroProse aggodalmaskodni is kezdett amiatt, hogy a társasjáték neve és játékmechanizmusa miatt jogi problémák lesznek. Meier elismerte, hogy a Civilization társasjáték is hatással volt rájuk, de jóval kisebb mértékben, mint az Empire vagy a SimCity. Mindenesetre a problémákat elkerülendő a MicroProse inkább licenszelte a Civilization nevet az Avalon Hill-től. A játék megkapta a "Sid Meier's" előtagot is, ahogy Meier korábbi játékai esetében is, amely egyfajta márkajelzésként funkcionált.
Mire elkészült a játék, költségvetése mindössze 170 ezer dollárra rúgott. 1991 szeptemberében jelent meg, és a MicroProse bukástól való félelmei miatt eleve nem nagy felhajtás közepette. A játék híre szájról szájra terjedt és ez segítette az eladásokat. Ennek köszönhetően készülhettek el végül a különféle portolt változatok. Az internet rohamos népszerűvé válása miatt 1995-re elkészült a CivNet névre hallgató többjátékos változat is, ahol akár heten is játszhattak a gép ellen, amely akár hat civilizációt is irányíthatott. Ez a változat vagy körökre osztott módban vagy szimultán módban volt játszható – ez utóbbiban minden játékos egyszerre tevékenykedett, és csak akkor következett a következő kör, ha mindenki befejezte azt. A CivNet támogatta a Windows 3.1 és Windows 95 rendszereket, működött LAN-on keresztül és modemen is, de támogatta a hot seat módot is, amikor több ember ült egy gép előtt. Belekerült egy térképszerkesztő és személyre szabási lehetőségek. Nem lett nagy siker, mert a nem sokkal később érkező Civilization II elhomályosította.
A játék hatalmas sikere hozta el a MicroProse aranykorát, ugyanis immár nagyobb lelkesedéssel álltak hozzá a további stratégiai játékokhoz. Ez természetszerűleg felszínre hozta a feszültségeket is: Bill Stealey folytatni akarta a katonai témájú játékok fejlesztését és kiadását, Meier azonban a Civilization-höz hasonló szimulátorokkal akart foglalkozni. Shelley 1992-ben otthagyta a céget és az Ensemble Studios-hoz csatlakozott, ahol a Civilization fejlesztése során szerzett tapasztalatait felhasználta az Age of Empires fejlesztése során. Stealey erőltetni kezdte, hogy a játékaikból készüljenek konzolos és játéktermi portok, de emiatt eladósodtak, és 1993-ban kénytelenek voltak eladni a MicroProse-t a Spectrum Holobyte-nak. A cég önállósága mindazonáltal megmaradt ezután is.
Meier ezután Brian Reynolds segítségével kezdte el tervezni a Civilization II-t, de közreműködött Jeff Briggs és Douglas Kaufman is. A játék, amely Sid Meier első olyan játéka volt, amely folytatás, 1996 elején jelent meg. Stealey eddigre eladta az összes részesedését a MicroProse-ban, amely egyesült a Spectrum Holobyte-tal, a MicroProse név alatt. Emiatt azonban számos pozíciót megszüntettek a cégnél, ezért Meier, Reynolds és Briggs is távoztak és megalapították a Firaxist, amelyet 2005-ben felvásárolt a Take-Two. Jelenleg a Civilization név jogai a Take-Twonál és a Firaxisnál vannak.

## Fogadtatás
A Civilizationt tartják minden idők egyik legmeghatározóbb stratégiai játékának, és a mai napig hatalmas játékosbázisa van. Népszerűsége miatt több ingyenes és nyílt forráskódú változata is létezik, de számos más játék fejlesztését is inspirálta. Bruce Shelley egy 2016-os interjúban azt mondta, hogy körülbelül másfélmillió példányban fogyhatott. 2022-ben a Civilizationt beiktatták a World Video Game Hall of Fame-be. Egyben ez a játék az, amely megteremtette a 4X műfajt (mely az Explore, Expand, Exploit, Exterminate rövidítése). A kifejezést először az 1993-as Master of Orion című játék kapcsán használták, amely nagymértékben épít a Civilization-re.

## Öröksége
Számos folytatás és spin-off készült a játékhoz. 1996-ban érkezett a Civilization II, 2001-ben a Civilization III, 2005-ben a Civilization IV, 2008-ban a Civilization Revolution, 2010-ben a Civilization V, 2016-ban pedig a Civilization VI. 1996-ban egy nagyon hasonló játék készült az Újvilág felfedezése kapcsán, Sid Meier's Colonization címmel, amelynek 2008-ban készült el a felújított változata, Civilization IV: Colonization címmel.
Egy híres bug, ami a játékhoz köthető, az úgynevezett "Nukleáris Gandhi", ami szerint az atomkorba lépő, addig békés és kizárólag önvédelmet alkalmazó India hirtelen atomcsapásokat vet be az általa ellenségnek ítélt célpontok ellen. A fejlesztők később kategorikusan cáfolták ennek a hibának a meglétét.
A Civilization sajátossága volt még az is, hogy a korábbi korokban legyártott harcászati egységek megmaradhattak a modernebb időkben, sőt egészen használhatóak is voltak, veterán jellegükből adódóan ugyanis bónuszokat is kaphattak. Ez sok furcsaságot okozott, például egy veterán falanx egység képes volt megállítani egy modern hadihajót is. A későbbi epizódokban igyekeztek ennek a valószínűségét kiküszöbölni, amennyire csak lehetett.
1999-ben készült el a Sid Meier's Alpha Centauri, ami a Civilization egyfajta folytatása volt, hiszen ott vette fel a fonalat, ahol az a játék letette: az emberiség elindul a világűr meghódítására. 2014-ben Civilization: Beyond Earth címmel elkészült a Civilization V grafikus motorjával készített remake.
A Master of Orion mellett más klónok is készültek, például a Master of Magic, amely középkori környezetben játszódott. A kilencvenes évek végén a Civilization névjogai körül vita támadt, így jelenhetett meg 1999-ben a Civilization: Call To Power egy teljesen más fejlesztőcsapat által készítve az Activision kiadásában. 2000-ben készült ennek egy folytatása is, de a névjogok elvesztése miatt már csak Call To Power II néven. Freeciv néven létezik egy ingyenes változata is a játéknak, amely az első két rész szabályrendszerét követi, továbbá létezik még egy C-evo nevű, ugyancsak ingyenes alternatíva.